# Cernea insularis
Cernea insularis är en insektsart som beskrevs av Williams 1977. Cernea insularis ingår i släktet Cernea och familjen vedstritar.
Artens utbredningsområde är Mauritius. Inga underarter finns listade i Catalogue of Life.